# Linn Sömskar
Linn Sömskar (3 giugno 1989) è una fondista svedese.

## Biografia
In Coppa del Mondo ha esordito il 4 dicembre 2010 a Düsseldorf (20ª) e ha ottenuto il primo podio il 13 gennaio 2013 a Liberec (3ª). Non ha partecipato né a rassegne olimpiche né iridate.

## Palmarès

### Coppa del Mondo
- Miglior piazzamento in classifica generale: 36ª nel 2016
- 2 podi (a squadre):
  - 2 terzi posti